# Maryland Heights
Maryland Heights ist eine Stadt (mit dem Status „City“) im St. Louis County im US-amerikanischen Bundesstaat Missouri und Bestandteil der Metropolregion Greater St. Louis. Das U.S. Census Bureau hat bei der Volkszählung 2020 eine Einwohnerzahl von 28.284 ermittelt.

## Geografie
Maryland Heights liegt im nordwestlichen Vorortbereich von St. Louis am südlichen Ufer des Missouri River auf 38°39′12″ nördlicher Breite und 90°33′15″ westlicher Länge. Die Stadt erstreckt sich über 84,8 km², die sich auf 81,6 km² Land- und 3,2 km² Wasserfläche verteilen.
Die Stadt ist das Zentrum der Maryland Heights Township, erstreckt sich aber auch in die Northwest, Midland, Airport, Creve Coeur und die Chesterfield Township.
Benachbarte Orte von Maryland Heights sind Bridgeton (9,1 km nördlich), Bridgeton Terrace (7,5 km nordöstlich), Breckenridge Hills (7 km östlich), Overland (7,1 km ostsüdöstlich), Creve Coeur (6,6 km südlich), Chesterfield (17,6 km südwestlich) und Saint Peters (jenseits des Missouri River 23,7 km nordwestlich). Das Zentrum der Stadt St. Louis liegt 25,2 km östlich.

## Verkehr

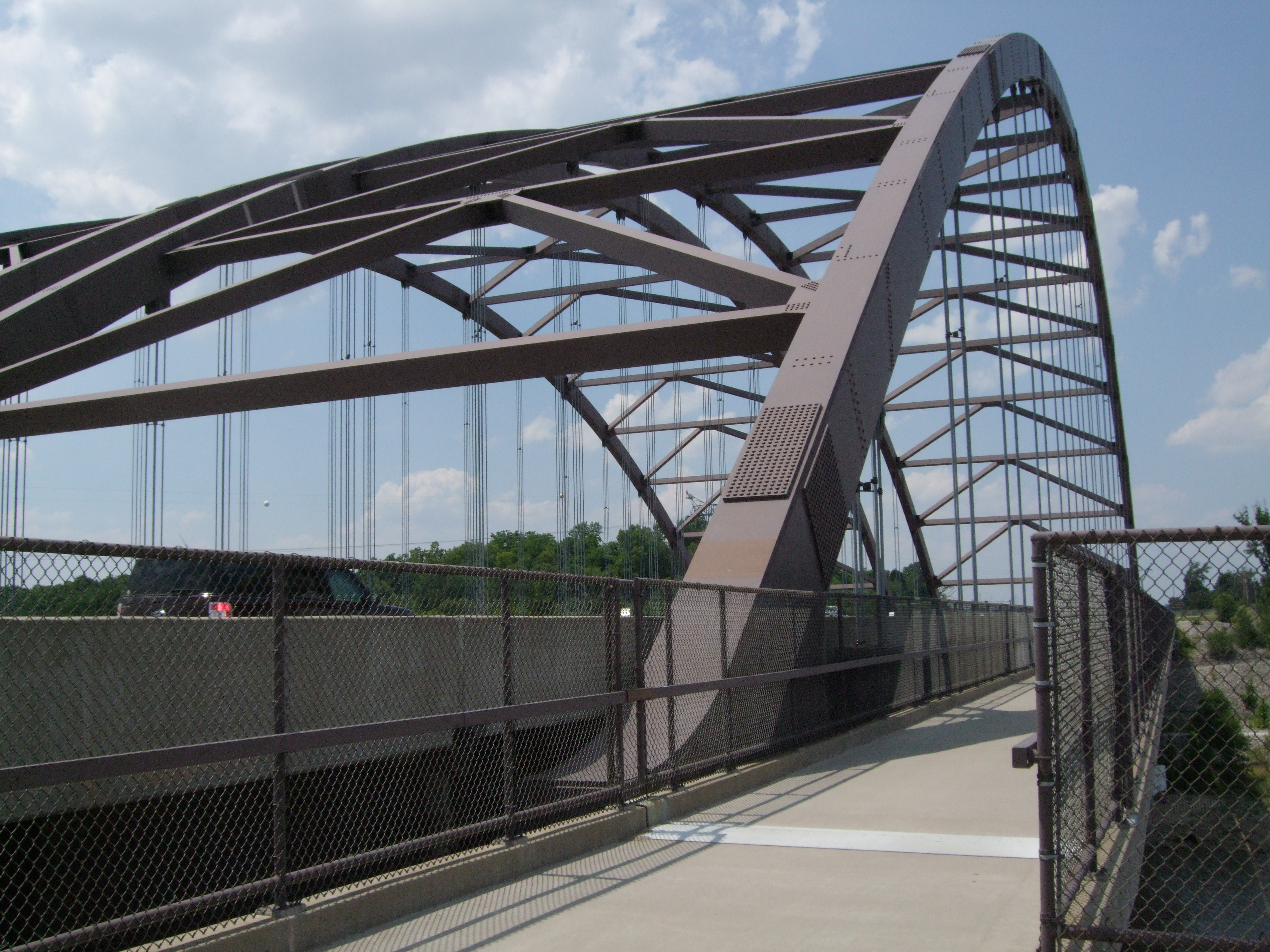
Die Brücke der Missouri State Route 364 über den Missouri

Die nördliche Begrenzung der Stadt bildet die Interstate 70, die über die Blanchette Memorial Bridge aus nordwestlicher Richtung über den Missouri in das St. Louis County kommt. Etwa fünf Kilometer südlich davon gibt es eine zweite Missouribrücke nach Maryland Heights, über die die zum Freeway ausgebaute Missouri State Route 364 in den Süden der Stadt führt. Beide Straßen treffen auf die Interstate 270, die westliche Umgehungsstraße von St. Louis.
Entlang des Missouri River verläuft eine Eisenbahnlinie der Union Pacific Railroad von St. Louis nach Westen.

Im Westen des Stadtgebiets von Maryland Heights befindet sich der Creve Coeur Airport. Der größere Lambert-Saint Louis International Airport liegt rund 9,7 km nordöstlich der Stadt.

## Demografische Daten
Nach der Volkszählung im Jahr 2010 lebten in Maryland Heights 27.472 Menschen in 12.180 Haushalten. Die Bevölkerungsdichte betrug 495,9 Einwohner pro Quadratkilometer. In den 12.180 Haushalten lebten statistisch je 2,21 Personen.
Ethnisch betrachtet setzte sich die Bevölkerung zusammen aus 73,2 Prozent Weißen, 11,9 Prozent Afroamerikanern, 0,2 Prozent amerikanischen Ureinwohnern, 9,8 Prozent Asiaten sowie 2,3 Prozent aus anderen ethnischen Gruppen; 2,5 Prozent stammten von zwei oder mehr Ethnien ab. Unabhängig von der ethnischen Zugehörigkeit waren 4,5 Prozent der Bevölkerung spanischer oder lateinamerikanischer Abstammung.
28,3 Prozent der Bevölkerung waren unter 18 Jahre alt, 59,5 Prozent waren zwischen 18 und 64 und 12,2 Prozent waren 65 Jahre oder älter. 51,3 Prozent der Bevölkerung war weiblich.

Das mittlere jährliche Einkommen eines Haushalts lag bei 52.221 USD. Das Pro-Kopf-Einkommen betrug 28.106 USD. 10,6 Prozent der Einwohner lebten unterhalb der Armutsgrenze.